# وزیر آموزش و پرورش
وزیر آموزش و پرورش وزیر وزارت‌خانهٔ آموزش و پرورش و یکی از اعضای هیئت دولت جمهوری اسلامی ایران است.

## فهرست

### پهلوی
| ر. | نام         | نام                               | نگاره                   | آغاز تصدی    | پایان تصدی      | دولت            | م.     |
| -- | ----------- | --------------------------------- | ----------------------- | ------------ | --------------- | --------------- | ------ |
| ۱  |             | هادی هدایتی                       |                         | ۱۵ آذر ۱۳۴۳  | ۶ شهریور ۱۳۴۷   | ح. منصور        | [ ۱ ]  |
| ۱  | هویدا ۱     | هادی هدایتی                       | [ ۲ ]                   | ۱۵ آذر ۱۳۴۳  | ۶ شهریور ۱۳۴۷   |                 |        |
| ۱  | هویدا ۲     | هادی هدایتی                       | [ ۳ ]                   | ۱۵ آذر ۱۳۴۳  | ۶ شهریور ۱۳۴۷   |                 |        |
| ۲  | هویدا ۲     |                                   | فرخ‌رو پارسا (۱۳۵۹–۱۳۰۱) |              | ۶ شهریور ۱۳۴۷   | ۷ اردیبهشت ۱۳۵۳ | [ ۴ ]  |
| ۲  | هویدا ۳     | [ ۵ ]                             | فرخ‌رو پارسا (۱۳۵۹–۱۳۰۱) |              | ۶ شهریور ۱۳۴۷   | ۷ اردیبهشت ۱۳۵۳ |        |
| ۳  | هویدا ۳     |                                   | احمد هوشنگ شریفی        |              | ۷ اردیبهشت ۱۳۵۳ | ۱۳ آبان ۱۳۵۵    | [ ۶ ]  |
| ۳  |             | هویدا ۴                           | احمد هوشنگ شریفی        | [ ۷ ]        | ۷ اردیبهشت ۱۳۵۳ | ۱۳ آبان ۱۳۵۵    |        |
| ۴  |             | هویدا ۴                           | منوچهر گنجی             |              | ۱۳ آبان ۱۳۵۵    | ۱۳ آبان ۱۳۵۷    | [ ۸ ]  |
| ۴  | آموزگار     | [ ۹ ]                             | منوچهر گنجی             |              | ۱۳ آبان ۱۳۵۵    | ۱۳ آبان ۱۳۵۷    |        |
| ۴  | شریف‌امامی ۳ | [ ۱۰ ] [ ۱۱ ]                     | منوچهر گنجی             |              | ۱۳ آبان ۱۳۵۵    | ۱۳ آبان ۱۳۵۷    |        |
| –  |             | کمال حبیب‌اللهی (۱۳۹۵–۱۳۰۸) سرپرست |                         | ۱۵ آبان ۱۳۵۷ | ۱۷ آبان ۱۳۵۷    | ازهاری          | [ ۱۲ ] |
| ۵  |             | محمدرضا عاملی تهرانی              |                         | ۱۷ آبان ۱۳۵۷ | ۱۶ دی ۱۳۵۷      | ازهاری          | [ ۱۳ ] |
| ۶  |             | محمدامین ریاحی (۱۳۸۸–۱۳۰۲)        |                         | ۱۶ دی ۱۳۵۷   | ۲۲ بهمن ۱۳۵۷    | بختیار          | [ ۱۴ ] |

### جمهوری اسلامی
| ر. | نام          | نام                                    | نگاره          | آغاز تصدی                             | پایان تصدی      | دولت           | رئیس دولت      | م.            |
| -- | ------------ | -------------------------------------- | -------------- | ------------------------------------- | --------------- | -------------- | -------------- | ------------- |
| ۷  |              | غلامحسین شکوهی (۱۳۹۵–۱۳۰۵)             |                | ۳ اسفند ۱۳۵۷                          | ۲۷ شهریور ۱۳۵۸  | موقت           | بازرگان        | [ ۱۵ ]        |
| –  |              | محمدعلی رجایی (۱۳۶۰–۱۳۱۲)              |                | ۲۷ شهریور ۱۳۵۸                        | ۱۵ آبان ۱۳۵۸    | موقت           | بازرگان        | [ ۱۶ ]        |
| ۸  | ۱۵ آبان ۱۳۵۸ | محمدعلی رجایی (۱۳۶۰–۱۳۱۲)              | ۲۰ مرداد ۱۳۵۹  | موقت شورای انقلاب                     | بهشتی           | [ ۱۷ ]         |                |               |
| ۸  | ۱۵ آبان ۱۳۵۸ | محمدعلی رجایی (۱۳۶۰–۱۳۱۲)              | ۲۰ مرداد ۱۳۵۹  | موقت شورای انقلاب                     | بنی‌صدر          | [ ۱۷ ]         |                |               |
| –  |              | ایرج شگرف نخعی (۱۳۹۰–۱۳۱۴) سرپرست      |                | شهریور ۱۳۵۹                           | ۴ آذر ۱۳۵۹      | نخست           | رجایی          | [ ۱۸ ]        |
| ۹  |              | محمدجواد باهنر (۱۳۶۰–۱۳۱۲)             |                | ۴ آذر ۱۳۵۹                            | ۱۴ مرداد ۱۳۶۰   | نخست           | رجایی          | [ ۱۹ ]        |
| –  |              | ایرج شگرف نخعی (۱۳۹۰–۱۳۱۴) سرپرست      |                | مرداد ۱۳۶۰                            | ۲۶ مرداد ۱۳۶۰   | نخست           | رجایی          | [ ۲۰ ]        |
| ۱۰ |              | سید علی‌اکبر پرورش (۱۳۹۲–۱۳۲۱)          |                | ۲۶ مرداد ۱۳۶۰                         | ۲۳ مرداد ۱۳۶۳   | دوم            | باهنر          | [ ۲۱ ]        |
| ۱۰ | موقت         | سید علی‌اکبر پرورش (۱۳۹۲–۱۳۲۱)          | مهدوی کنی      | ۲۶ مرداد ۱۳۶۰                         | ۲۳ مرداد ۱۳۶۳   | [ ۲۲ ]         |                |               |
| ۱۰ | سوم          | سید علی‌اکبر پرورش (۱۳۹۲–۱۳۲۱)          | موسوی          | ۲۶ مرداد ۱۳۶۰                         | ۲۳ مرداد ۱۳۶۳   | [ ۲۳ ]         |                |               |
| –  | سوم          |                                        | موسوی          | محمدتقی مؤید (زادهٔ ۱۳۳۲) سرپرست       |                 | ۲۵ مرداد ۱۳۶۳  | ۲۹ مرداد ۱۳۶۳  | [ ۲۴ ]        |
| –  | سوم          |                                        | موسوی          | میرحسین موسوی (زادهٔ ۱۳۲۰) سرپرست      |                 | ۲۹ مرداد ۱۳۶۳  | ۲۶ مهر ۱۳۶۳    | [ ۲۴ ]        |
| ۱۱ | سوم          |                                        | موسوی          | سید کاظم اکرمی (زادهٔ ۱۳۱۹)            |                 | ۲۶ مهر ۱۳۶۳    | ۲۲ شهریور ۱۳۶۷ | [ ۲۵ ]        |
| ۱۱ | چهارم        | [ ۲۶ ]                                 | موسوی          | سید کاظم اکرمی (زادهٔ ۱۳۱۹)            |                 | ۲۶ مهر ۱۳۶۳    | ۲۲ شهریور ۱۳۶۷ |               |
| –  | چهارم        |                                        | موسوی          | سید نعمت‌الله ابطحی (زادهٔ ۱۳۱۹) سرپرست |                 | ۲۲ شهریور ۱۳۶۷ | ۲۹ شهریور ۱۳۶۷ | [ ۲۷ ]        |
| ۱۲ | چهارم        |                                        | موسوی          | محمدعلی نجفی (زادهٔ ۱۳۳۰)              |                 | ۲۹ شهریور ۱۳۶۷ | ۲۹ مرداد ۱۳۷۶  | [ ۲۸ ]        |
| ۱۲ | پنجم         | هاشمی                                  | [ ۲۹ ]         | محمدعلی نجفی (زادهٔ ۱۳۳۰)              |                 | ۲۹ شهریور ۱۳۶۷ | ۲۹ مرداد ۱۳۷۶  |               |
| ۱۲ | ششم          | هاشمی                                  | [ ۳۰ ]         | محمدعلی نجفی (زادهٔ ۱۳۳۰)              |                 | ۲۹ شهریور ۱۳۶۷ | ۲۹ مرداد ۱۳۷۶  |               |
| ۱۳ |              | حسین مظفر (زادهٔ ۱۳۳۱)                  |                | ۲۹ مرداد ۱۳۷۶                         | ۳۱ مرداد ۱۳۸۰   | هفتم           | خاتمی          | [ ۳۱ ]        |
| ۱۴ |              | مرتضی حاجی (زادهٔ ۱۳۲۷)                 |                | ۳۱ مرداد ۱۳۸۰                         | ۹ شهریور ۱۳۸۴   | هشتم           | خاتمی          | [ ۳۲ ]        |
| –  |              | علی‌اصغر فانی (زادهٔ ۱۳۳۳) سرپرست        |                | ۹ شهریور ۱۳۸۴                         | ۱۸ آبان ۱۳۸۴    | نهم            | احمدی‌نژاد      | [ ۳۳ ]        |
| ۱۵ |              | محمود فرشیدی (۱۴۰۳–۱۳۳۰)               |                | ۱۸ آبان ۱۳۸۴                          | ۱۱ آذر ۱۳۸۶     | نهم            | احمدی‌نژاد      | [ ۳۴ ]        |
| –  |              | علیرضا علی‌احمدی (زادهٔ ۱۳۳۸)            |                | ۱۱ آذر ۱۳۸۶                           | ۳۰ بهمن ۱۳۸۶    | نهم            | احمدی‌نژاد      | [ ۳۵ ]        |
| ۱۶ | ۳۰ بهمن ۱۳۸۶ | علیرضا علی‌احمدی (زادهٔ ۱۳۳۸)            | ۱۵ شهریور ۱۳۸۸ | [ ۳۶ ]                                |                 | نهم            | احمدی‌نژاد      |               |
| –  |              | سید رمضان محسن‌پور (زادهٔ ۱۳۴۰) سرپرست   |                | ۱۵ شهریور ۱۳۸۸                        | ۲۴ آبان ۱۳۸۸    | دهم            | احمدی‌نژاد      | [ ۳۷ ]        |
| ۱۷ |              | حمیدرضا حاجی‌بابایی (زادهٔ ۱۳۳۸)         |                | ۲۴ آبان ۱۳۸۸                          | ۲۷ مرداد ۱۳۹۲   | دهم            | احمدی‌نژاد      | [ ۳۸ ]        |
| –  |              | علی‌اصغر فانی (زادهٔ ۱۳۳۳)               |                | ۲۷ مرداد ۱۳۹۲                         | ۵ آبان ۱۳۹۲     | یازدهم         | روحانی         | [ ۳۹ ]        |
| ۱۸ | ۵ آبان ۱۳۹۲  | علی‌اصغر فانی (زادهٔ ۱۳۳۳)               | ۲۸ مهر ۱۳۹۵    | [ ۴۰ ]                                |                 | یازدهم         | روحانی         |               |
| –  |              | سید محمد بطحایی (زادهٔ ۱۳۴۲) سرپرست     |                | ۲۸ مهر ۱۳۹۵                           | ۱۱ آبان ۱۳۹۵    | یازدهم         | روحانی         | [ ۴۱ ]        |
| ۱۹ |              | فخرالدین احمدی دانش‌آشتیانی (زادهٔ ۱۳۳۴) |                | ۱۱ آبان ۱۳۹۵                          | ۲۹ مرداد ۱۳۹۶   | یازدهم         | روحانی         | [ ۴۲ ]        |
| ۲۰ |              | سید محمد بطحایی (زادهٔ ۱۳۴۲)            |                | ۲۹ مرداد ۱۳۹۶                         | ۱۳۹۸            | دوازدهم        | روحانی         | [ ۴۳ ] [ ۴۴ ] |
| –  |              | سید جواد حسینی (زادهٔ ۱۳۴۶) سرپرست      |                | ۱۳۹۸                                  | ۱۲ شهریور ۱۳۹۸  | دوازدهم        | روحانی         | [ ۴۵ ]        |
| ۲۱ |              | محسن حاجی‌میرزایی (زادهٔ ۱۳۳۸)           |                | ۱۲ شهریور ۱۳۹۸                        | ۴ شهریور ۱۴۰۰   | دوازدهم        | روحانی         | [ ۴۶ ]        |
| –  |              | علیرضا کاظمی (زادهٔ ۱۳۴۴) سرپرست        |                | ۴ شهریور ۱۴۰۰                         | ۷ آذر ۱۴۰۰      | سیزدهم         | رئیسی          | [ ۴۷ ]        |
| ۲۲ |              | یوسف نوری (زادهٔ ۱۳۴۰)                  |                | ۷ آذر ۱۴۰۰                            | ۱۴ فروردین ۱۴۰۲ | سیزدهم         | رئیسی          | [ ۴۸ ]        |
| –  |              | رضامراد صحرایی (زادهٔ ۱۳۵۵)             |                | ۱۴ فروردین ۱۴۰۲                       | ۱۴۰۲            | سیزدهم         | رئیسی          | [ ۴۹ ]        |
| ۲۳ | ۱۴۰۲         | رضامراد صحرایی (زادهٔ ۱۳۵۵)             | ۳۱ مرداد ۱۴۰۳  | [ ۵۰ ]                                |                 | سیزدهم         | رئیسی          |               |
| ۲۴ |              | علیرضا کاظمی (زادهٔ ۱۳۴۴)               |                | ۳۱ مرداد ۱۴۰۳                         | متصدی           | چهاردهم        | پزشکیان        | [ ۵۱ ]        |